# Michel Coffineau
Michel Coffineau, né le 4 novembre 1934 à Montargis (Loiret), est un homme politique français, membre du Parti socialiste.

## Détail des fonctions et des mandats
Mandats locaux
- 1977 - 1983 : Maire de Bouffémont
- 1983 - 1989 : Maire de Bouffémont
- 1989 - 2001 : Maire de Bouffémont

Mandats parlementaires
- 21 juin 1981 - 1er avril 1986 : Député de la 5e circonscription du Val-d'Oise
- 16 mars 1986 - 14 mai 1988 : Député du Val-d'Oise
- 12 juin 1988 - 1er avril 1993 : Député de la 9e circonscription du Val-d'Oise